# Championnat d'Espagne de football de deuxième division 1929
Navigation
Segunda División 1929-30
Le championnat d'Espagne de football D2 1929  est la 1re édition du championnat. La compétition est remportée par le Séville FC. Organisé par la Fédération royale espagnole de football, le championnat se déroule du 10 février 1929 au 30 juin 1929.
Le championnat est composé de 2 groupes : 
- Groupe A. Il fonctionne comme la deuxième division de football national, située en dessous de la Primera División.
- Groupe B. Il n'a fonctionné que pendant cette saison en tant que troisième division, située en dessous du groupe A. Les deux premiers sont promus dans le groupe A, le seul groupe de la deuxième division à partir de la saison prochaine. Les autres sont relégués en Tercera División.

Le système de promotion/relégation est le suivant : match de barrage entre le dernier de première division et le premier de division 2. Le Racing Santander conserve sa place en première division en battant le Séville FC.

## Règlement de la compétition
Les deux groupes sont composés de dix clubs. Selon un système de ligue, les dix équipes s'affrontent à deux reprises, une fois à domicile et une fois à l'extérieur, soit un total de dix-huit matches. L'ordre des matches a été décidé par un tirage au sort avant le début de la compétition.
Le classement final est établi sur la base des points obtenus lors de chaque rencontre, à raison de deux points par match gagné, un pour un match nul et aucun pour une défaite. Si, à la fin du championnat, deux équipes ont le même nombre de points, les critères établis par le règlement pour départager les équipes sont les suivants :
1. Les confrontations directes entre les équipes à égalité.
2. Si l'égalité persiste, celui qui a la meilleure différences de buts.

Dans le groupe A, l'équipe qui a accumulé le plus de points à la fin du championnat est champion de Segunda División et dispute un barrage de promotion contre le dernier de la Primera División cette saison. Ce barrage se déroule en matchs aller-retour.
En revanche, les deux derniers du classement sont relégués en Tercera División, qui commence la saison suivante.
Dans le groupe B, les deux premiers sont promus au seul groupe de la Segunda División pour la saison prochaine. Les huit équipes restantes sont reléguées en Tercera División.

## Équipes participantes

### Groupe A
| \| Séville FC Iberia SC CD Alavés Gijón Valence FC Real Betis Oviedo Deportivo Celta Vigo RC Madrid \| Localisation des clubs engagés dans le Groupe A. |
| Séville FC Iberia SC CD Alavés Gijón Valence FC Real Betis Oviedo Deportivo Celta Vigo RC Madrid                                                        |

| Clubs                | Ville           | Stade                             |
| -------------------- | --------------- | --------------------------------- |
| CD Alavés            | Vitoria-Gasteiz | Stade de Mendizorroza             |
| Celta Vigo           | Vigo            | Stade Balaídos                    |
| Deportivo La Corogne | La Corogne      | Stade de Riazor                   |
| Iberia SC            | Saragosse       | Campo de Terrero                  |
| RC Madrid            | Madrid          | Paseo del General Martínez Campos |
| Real Betis Balompié  | Séville         | Campo del Patronato Obrero        |
| Real Oviedo          | Oviedo          | Stade de Teatinos                 |
| Séville FC           | Séville         | Stade de Nervión                  |
| Sporting Gijón       | Gijón           | Stade El Molinón                  |
| Valence FC           | Valence         | Stade de Mestalla                 |

### Groupe B
| \| Cultural Leonesa Real Murcie CD Castellón Gimnástica Torrelavega Zaragoza CD Real Valladolid Atlético Osasuna Tolosa FC Baracaldo FC Cartagena FC \| Localisation des clubs engagés dans le Groupe B. |
| Cultural Leonesa Real Murcie CD Castellón Gimnástica Torrelavega Zaragoza CD Real Valladolid Atlético Osasuna Tolosa FC Baracaldo FC Cartagena FC                                                        |

| Clubs                     | Ville                 | Stade                        |
| ------------------------- | --------------------- | ---------------------------- |
| Cultural Leonesa          | León                  | Campo de Guzmán              |
| Real Murcie               | Murcie                | Stade de La Condomina        |
| CD Castellón              | Castellón de la Plana | Campo del Sequiol            |
| Gimnástica de Torrelavega | Torrelavega           | Campos del Malecón           |
| Zaragoza CD (es)          | Saragosse             | Campo la Torre de Bruil      |
| Real Valladolid           | Valladolid            | Stade de la Sociedad Taurina |
| Atlético Osasuna          | Pampelune             | Campo de San Juan            |
| Tolosa FC (es)            | Tolosa                | Stade de Berazubi            |
| Baracaldo CF              | Barakaldo             | Stade de Lasesarre           |
| Cartagena FC              | Cartagena             | Stadium Cartagenero          |

## Classement

### Groupe A
| Rang | Équipe               | Pts | J  | G | N | P  | Bp | Bc | Diff |  | Résultats (▼ dom., ► ext.) | SEV | IBE | ALA | SPO | VAL | BET | OVI | DEP | CEL | MAD |
| ---- | -------------------- | --- | -- | - | - | -- | -- | -- | ---- |  | -------------------------- | --- | --- | --- | --- | --- | --- | --- | --- | --- | --- |
| 1    | Séville FC           | 22  | 18 | 8 | 6 | 4  | 35 | 24 | +11  |  | Séville FC                 |     | 3-1 | 1-0 | 1-0 | 4-2 | 3-0 | 5-2 | 2-0 | 2-2 | 2-1 |
| 2    | Iberia SC            | 22  | 18 | 9 | 4 | 5  | 33 | 27 | +6   |  | Iberia SC                  | 1-0 |     | 1-2 | 3-3 | 3-1 | 3-2 | 2-0 | 2-1 | 1-0 | 3-2 |
| 3    | CD Alavés            | 21  | 18 | 8 | 5 | 5  | 28 | 20 | +8   |  | CD Alavés                  | 1-1 | 1-1 |     | 6-0 | 1-0 | 1-1 | 3-1 | 3-1 | 1-1 | 1-0 |
| 4    | Sporting Gijón       | 19  | 18 | 7 | 5 | 6  | 41 | 35 | +6   |  | Sporting Gijón             | 2-1 | 2-2 | 1-1 |     | 3-1 | 6-2 | 3-2 | 7-0 | 5-0 | 5-1 |
| 5    | Valence FC           | 19  | 18 | 8 | 3 | 7  | 33 | 31 | +2   |  | Valence FC                 | 2-2 | 3-2 | 3-0 | 0-0 |     | 3-1 | 4-2 | 2-1 | 3-2 | 2-0 |
| 6    | Real Betis           | 18  | 18 | 7 | 4 | 7  | 35 | 36 | -1   |  | Real Betis                 | 2-1 | 1-1 | 3-2 | 3-1 | 1-1 |     | 3-2 | 8-0 | 3-1 | 1-4 |
| 7    | Real Oviedo          | 17  | 18 | 7 | 3 | 8  | 43 | 39 | +4   |  | Real Oviedo                | 2-2 | 2-1 | 2-1 | 6-2 | 1-2 | 3-1 |     | 3-1 | 5-0 | 4-2 |
| 8    | Deportivo La Corogne | 16  | 18 | 6 | 4 | 8  | 27 | 37 | -10  |  | Deportivo La Corogne       | 2-2 | 3-0 | 0-1 | 1-0 | 2-0 | 0-0 | 1-1 |     | 4-2 | 5-2 |
| 9    | Celta Vigo           | 13  | 18 | 4 | 5 | 9  | 29 | 38 | -9   |  | Celta Vigo                 | 3-2 | 1-2 | 0-1 | 1-1 | 2-1 | 3-1 | 3-3 | 1-1 |     | 6-0 |
| 10   | RC Madrid            | 13  | 18 | 6 | 1 | 11 | 31 | 48 | -17  |  | RC Madrid                  | 1-1 | 0-4 | 3-2 | 4-0 | 4-3 | 1-2 | 3-2 | 1-4 | 2-1 |     |

| - Barrages de promotion - Relégation en Tercera División |

Barrage de promotion :
Le Racing Santander, dixième de division 1, bat le Séville FC, premier de division 2, sur le score de trois buts à deux sur les deux matchs. Il perd la première rencontre deux buts à un avant de l'emporter deux buts à zéro lors du match retour disputé à domicile.

#### Évolution du classement
| Journée →            | 1  | 2  | 3  | 4  | 5  | 6  | 7  | 8  | 9  | 10 | 11 | 12 | 13 | 14 | 15 | 16 | 17 | 18 | Journées barragiste | Journées relégable |
| Équipe               |    |    |    |    |    |    |    |    |    |    |    |    |    |    |    |    |    |    |                     |                    |
| -------------------- | -- | -- | -- | -- | -- | -- | -- | -- | -- | -- | -- | -- | -- | -- | -- | -- | -- | -- | ------------------- | ------------------ |
| Séville FC           | 5  | 3  | 4  | 3  | 3  | 4  | 3  | 2  | 1  | 1  | 1  | 1  | 1  | 2  | 2  | 1  | 1  | 1  | 8                   |                    |
| Iberia SC            | 7  | 9  | 8  | 9  | 8  | 8  | 7  | 6  | 7  | 7  | 6  | 5  | 3  | 4  | 5  | 3  | 3  | 2  |                     | 2                  |
| CD Alavés            | 3  | 2  | 3  | 2  | 2  | 1  | 1  | 1  | 2  | 2  | 2  | 2  | 2  | 1  | 1  | 2  | 2  | 3  | 5                   |                    |
| Sporting Gijón       | 8  | 4  | 7  | 8  | 9  | 9  | 9  | 8  | 8  | 6  | 8  | 8  | 5  | 8  | 7  | 5  | 6  | 4  |                     | 3                  |
| Valence FC           | 6  | 8  | 6  | 5  | 5  | 2  | 2  | 3  | 4  | 3  | 3  | 3  | 6  | 3  | 3  | 4  | 4  | 5  |                     |                    |
| Real Betis           | 2  | 7  | 5  | 7  | 6  | 6  | 6  | 7  | 6  | 8  | 7  | 7  | 4  | 7  | 4  | 6  | 5  | 6  |                     |                    |
| Real Oviedo          | 1  | 5  | 2  | 1  | 4  | 5  | 5  | 5  | 5  | 5  | 5  | 6  | 8  | 5  | 6  | 8  | 7  | 7  | 2                   |                    |
| Deportivo La Corogne | 4  | 1  | 1  | 4  | 1  | 3  | 4  | 4  | 3  | 4  | 4  | 4  | 7  | 6  | 8  | 7  | 8  | 8  | 3                   |                    |
| Celta Vigo           | 10 | 6  | 9  | 6  | 7  | 7  | 8  | 9  | 9  | 9  | 9  | 9  | 10 | 10 | 10 | 9  | 9  | 9  |                     | 13                 |
| RC Madrid            | 9  | 10 | 10 | 10 | 10 | 10 | 10 | 10 | 10 | 10 | 10 | 10 | 9  | 9  | 9  | 10 | 10 | 10 |                     | 18                 |

### Groupe B
Ce groupe est l'équivalent du 3e échelon.
| Rang | Équipe                    | Pts | J  | G  | N | P  | Bp | Bc | Diff |  | Résultats (▼ dom., ► ext.) | CUL | MUR | CAR | CAS | GIM | ZAR | OSA | TOL | BAR | VAL |
| ---- | ------------------------- | --- | -- | -- | - | -- | -- | -- | ---- |  | -------------------------- | --- | --- | --- | --- | --- | --- | --- | --- | --- | --- |
| 1    | Cultural Leonesa          | 26  | 18 | 13 | 0 | 5  | 55 | 31 | +24  |  | Cultural Leonesa           |     | 4-1 | 4-0 | 3-0 | 3-2 | 5-1 | 3-2 | 5-1 | 4-1 | 4-0 |
| 2    | Real Murcie               | 24  | 18 | 11 | 2 | 5  | 56 | 37 | +19  |  | Real Murcie                | 2-1 |     | 1-2 | 7-2 | 5-1 | 5-3 | 6-0 | 4-1 | 4-0 | 2-1 |
| 3    | CD Castellón              | 23  | 18 | 11 | 1 | 6  | 54 | 34 | +20  |  | CD Castellón               | 5-3 | 4-3 |     | 4-1 | 6-1 | 3-1 | 2-2 | 5-0 | 6-2 | 6-0 |
| 4    | Gimnástica de Torrelavega | 20  | 18 | 8  | 4 | 6  | 35 | 38 | -3   |  | Gimnástica de Torrelavega  | 3-2 | 3-2 | 3-2 |     | 5-1 | 3-0 | 2-2 | 1-1 | 5-0 | 3-1 |
| 5    | Zaragoza CD (es)          | 20  | 18 | 9  | 2 | 7  | 45 | 41 | +4   |  | Zaragoza CD (es)           | 6-2 | 3-3 | 2-0 | 0-1 |     | 2-2 | 2-1 | 2-0 | 4-2 | 7-1 |
| 6    | Real Valladolid           | 19  | 18 | 9  | 1 | 8  | 44 | 46 | -2   |  | Real Valladolid            | 0-2 | 7-2 | 4-2 | 3-2 | 6-3 |     | 5-1 | 3-0 | 2-1 | 2-1 |
| 7    | CA Osasuna                | 15  | 18 | 6  | 3 | 9  | 35 | 41 | -6   |  | CA Osasuna                 | 0-3 | 1-2 | 3-1 | 3-0 | 1-2 | 4-0 |     | 0-0 | 5-2 | 3-2 |
| 8    | Tolosa FC (es)            | 12  | 18 | 5  | 2 | 11 | 26 | 46 | -20  |  | Tolosa FC (es)             | 4-1 | 0-2 | 3-2 | 7-2 | 0-2 | 2-3 | 1-5 |     | 5-1 | 1-0 |
| 9    | Baracaldo FC              | 11  | 18 | 4  | 3 | 11 | 34 | 50 | -16  |  | Baracaldo FC               | 2-3 | 3-4 | 1-2 | 0-0 | 2-1 | 3-0 | 3-1 | 7-0 |     | 2-2 |
| 10   | Cartagena FC              | 10  | 18 | 3  | 4 | 11 | 24 | 44 | -20  |  | Cartagena FC               | 1-3 | 1-1 | 0-2 | 0-0 | 1-3 | 5-2 | 5-1 | 1-0 | 2-2 |     |

| - Promotion en Segunda División - Relégation en Tercera División |

## Bilan de la saison
| Championnat d'Espagne de football de deuxième division 1929 |                        |
| Champion                                                    | Séville FC (1er titre) |
| Dauphin                                                     | Iberia SC              |
| Promotions et relégations                                   |                        |
| Promus en Primera División                                  | Aucun                  |
| Relégués en Segunda División                                | Aucun                  |